# Plesiocystiscus gutta
Plesiocystiscus gutta là một loài ốc biển nhỏ, a marine động vật chân bụng trong họ Marginellidae, sometimes instead placed thuộc họ eponymous Cystiscidae.
This species is sometimes known simply as "Cystiscus gutta.

## Phân bố
Đây là loài đặc hữu của São Tomé và Príncipe.